# Драгољуб Бакић
Драгољуб Бакић (Крагујевац, 1939 — 13. фебруар 2023) био је српски и југословенски архитекта.

## Биографија
Бакић је дипломирао Архитектонском факултету Универзитета у Београду 1962. године.
Од 1963-2001. запослен у Енергопројекту као архитекта, у бироу Архитектура – Урбанизам, односно Атељеу 5 који је основао са супругом Љиљаном Бакић, са којом је најчешће радио у коауторству. Током 1970. године боравио је у студију Алвара Алта као стипендиста Енергопројекта.
Аутор је бројних објеката и урбанистичких целина у Србији / Југославији, Кувајту, Замбији, Ираку, Зимбабвеу, Јужноафричкој Републици, Саудијској Арабији, Уједињеним Арапским Емиратима, Катару, Бугарској, Данској, Швајцарској, Пољској, Грчкој, Малезији, Венецуели и Јапану.
Добитник је награде Салона архитектуре за 1974, 1976, 1978. и 1991. годину и добитник Велике награде Савеза архитеката Србије 1994. године и  Награде „Ранко Радовић“ (2013).
Бакић је био друштвено активан и у јавности се негативно критички изјашњавао о инвеститорском урбанизму у граду Београду и пројекту Београд на води.

## Пројекти
Најзначајнији објекти и целине: Управна зграда ТЕ Обреновац, са Миланом Никитовићем, (1967—1968); Мина Абдулах бедуинско насеље у Кувајту, са Милицом Штерић и Златомиром Јовановићем (1972—1974); Универзална спортска дворана Пионир 1, са Љиљаном Бакић (1972—1973); Стамбени солитер “Y” у Крагујевцу (1973—1974); Стамбено насеље Нова Галеника, са Љиљаном Бакић (1975—1976); Стамбено насеље Вишњичка Бања, са Љиљаном Бакић (1978—1988); Конгресни центар у Харареу, са Љиљаном Бакић (1981—1982) и многи други.